# Hans-Joachim Beeskow
Hans-Joachim Beeskow (* 22. September 1946 in Berlin; † 4. Mai 2021 in Zschopau) war ein deutscher evangelischer Theologe sowie Kirchen- und Kunsthistoriker.

## Leben und Wirken
Hans-Joachim Beeskow wuchs in Berlin auf und legte hier 1965 das Abitur ab. Anschließend studierte er Evangelische Theologie an der Humboldt-Universität zu Berlin und schloss dieses Studium 1970 mit dem Ersten Theologischen Examen ab. Seit 1971 arbeitete er im Märkischen Museum Berlin, dessen Stellvertretender Direktor er von 1973 bis 1982 war. Im Juni 1982 wechselte er auf den Posten des Direktors der Wittenberger Lutherhalle (heute Lutherhaus), des größten reformationsgeschichtlichen Museums der Welt. Die Leitung des Lutherhauses nahm er bis 1987 wahr. Daneben promovierte er 1985 mit einer Arbeit zur Kirchengeschichte an der Theologischen Fakultät der Berliner Humboldt-Universität zum Doktor der Theologie. 1986 wurde er in den Verband Bildender Künstler der DDR, Sektion Kunstwissenschaft, aufgenommen. Von 1987 bis zur Wende 1989 war er freiberuflich als Wissenschaftspublizist und Kunstwissenschaftler tätig. Nach der Wende hielt er sich zu Vorlesungen und Vorträgen in den USA auf und wurde nach seiner Rückkehr Dozent für Kirchengeschichte und für Quellenkunde zur christlichen Ikonographie an einer Leipziger Fachhochschule, später Dozent und Religionslehrer an der Evangelischen Fachschule für Heilerziehungspflege und Heilpädagogik „Janusz Korczak“ der Samariteranstalten in Fürstenwalde/Spree sowie am Evangelischen Gymnasium „Zum Grauen Kloster“ in Berlin-Wilmersdorf. Seit seinem Ruhestand im Oktober 2009 lebte er im Erzgebirge. Beeskow war Gast vieler Kirchengemeinden, um zu predigen und Vorträge zu halten.
Jährlich erschien von Hans-Joachim Beeskow (mit seinen Texten und Fotos) der Original Berliner Thurneysser-Kalender im Leonhard-Thurneysser-Verlag, Berlin und Basel, zu den verschiedensten Themen. Beeskow verfasste zahlreiche Studien zum 16. und 17. Jahrhundert in Zeitungen, Zeitschriften und Sammelbänden. Er verfasste viele Beiträge (zu kirchen- und kunsthistorischen Themen) für Rundfunksender und hielt Kurse an Volkshochschulen sowie an der Berliner Senioren-Universität.

## Veröffentlichungen
Beeskow veröffentlichte Werke zur Berlin-Brandenburgischen Kirchen-, Kunst- und Kulturgeschichte, darunter:
- An der Seite der jungen Arbeiterklasse. Stud. theol. et phil. Edmund Monecke. Ein Beitrag zum 125. Jahrestag der bürgerlich-demokratischen Revolution von 1848 (= Hefte aus Burgscheidungen, Nr. 187). Union Verlag, Berlin 1973
- als Herausgeber mit Herbert Hampe und Erik Hühns und Mitverfasser: Das Märkische Museum und seine Sammlungen. Festgabe zum 100jährigen Bestehen des kultur-historischen Museums der Hauptstadt der Deutschen Demokratischen Republik im Jahre 1974. Märkisches Museum, Berlin 1974
- als Herausgeber mit Herbert Hampe und Mitverfasser: Jahrbuch des Märkischen Museums. Jahrgänge 1–5, Berlin 1975–1979
- Mitverfasser: Katalog der Ausstellung Martin Luther 1483 bis 1546 in der Staatlichen Lutherhalle Wittenberg. Staatliche Lutherhalle, Wittenberg 1984
- Brandenburgische Kirchenpolitik und -geschichte des 17. Jahrhunderts. Ein Beitrag zur Paul-Gerhardt-Forschung. 2 Bände, Theologische Dissertation, Humboldt-Universität Berlin 1985
- Führer durch die Paul-Gerhard-Kirche zu Lübben. Heimat-Verlag, Lübben 1996; 2. Auflage. 2001
- Führer durch die evangelischen Kirchen des Kirchenkreises Lübben. Heimat-Verlag, Lübben 1998, ISBN 3-929600-14-5
- Führer durch die evangelischen Kirchen des Kirchenkreises Barnim. Heimat-Verlag, Lübben 1999, ISBN 3-929600-16-1
- Führer durch die evangelischen Kirchen des Kirchenkreises Falkensee. Heimat-Verlag, Lübben 2001, ISBN 3-929600-20-X
- Führer durch die St. Thomas-Kirche in Berlin-Kreuzberg. Heimat-Verlag, Lübben 2002, ISBN 3-929600-24-2
- Führer durch die evangelischen Kirchen des Kirchenkreises An Oder und Spree. Heimat-Verlag, Lübben 2002, ISBN 3-929600-25-0
- Führer durch die Evangelische Pfingstkirche in Berlin-Friedrichshain. Heimat-Verlag, Lübben 2002, ISBN 3-929600-26-9
- Führer durch die Evangelische Kirche in Berlin-Malchow. Heimat-Verlag, Lübben 2004, ISBN 3-929600-29-3
- Führer durch die Evangelische Kirche in Berlin-Buch. Heimat-Verlag, Lübben 2005, ISBN 3-929600-31-5
- Führer durch die Evangelische Kirche in Berlin-Karow. Heimat-Verlag, Lübben 2005, ISBN 3-929600-32-3
- „Er schrieb – an eines andern Statt, der niemals schrieb. Den frage weiter.“ Bemerkungen zu Leben und Werk von Kurt Ihlenfeld. In: Deutsche Autoren des Ostens als Gegner des Nationalsozialismus – Beiträge zur Widerstandsproblematik. Herausgegeben von Frank-Lothar Kroll, (=Literarische Landschaften, Band 3), Duncker & Humblot, ISBN 3-428-10293-2, Berlin 2000, S. 403–414 (hier [S. 414] auch weiterführende Literatur).
- Führer durch die Evangelisch-Lutherischen Kirchen in Siebenlehn, Obergruna und Hirschfeld. Die Kirchenvorstände der Evangelisch-Lutherischen Kirchengemeinden Siebenlehn-Obergruna und Hirschfeld, Siebenlehn 2005, ISBN 3-00-017611-X
- Paul Gerhardt 1607–1676. Eine Text-Bild-Biographie. Heimat-Verlag, Lübben 2006, ISBN 3-929600-30-7; englisch als: Paul Gerhardt 1607–1676. An Illustrated Biography. Heimat-Verlag, Lübben 2006, ISBN 3-929600-33-1
- als Hrsg. und Mitverfasser: „Auf rechten, guten Wegen“. Beiträge zu Leben, Werk und Wirkungen von Paul Gerhardt (1607–1676) (= Aus Berlin-Brandenburgs Geschichte, Band 6). Leonhard-Thurneysser-Verlag, Berlin und Basel 2007, ISBN 978-3-939176-50-3
- Die Evangelische Christuskirche in Berlin-Oberschöneweide. Heimat-Verlag, Lübben 2007, ISBN 978-3-929600-34-6
- mit Friedrich Kleinhempel: Allen voran – Berlins Erste. (= Aus Berlin-Brandenburgs Geschichte, Band 10). Leonhard-Thurneysser-Verlag, Berlin und Basel 2009, ISBN 978-3-939176-65-7
- als Hrsg. (mit Klaus-Peter Gerhardt, Carl Ordnung und Werner Wünschmann): Günter Wirth, Kulturprotestantisches in und aus der DDR. Evangelische Monatsschrift Standpunkt 1973–1990. Festgabe zum 80. Geburtstag von Günter Wirth. Leonhard-Thurneysser-Verlag, Berlin und Basel 2009, ISBN 978-3-939176-58-9
- Die Evangelische Hochmeisterkirche in Berlin-Halensee. Heimat-Verlag, Lübben 2010
- Die Kirchen im Evangelischen Kirchenkreis Berlin Nord-Ost. Heimat-Verlag, Lübben 2010
- als Hrsg. gemeinsam mit Hans-Otto Bredendiek: Walter Bredendiek: Kirchengeschichte von 'links und von unten'. Studien zur Kirchengeschichte des 19. und 20. Jahrhunderts aus sozialhistorischer Perspektive. Leonhard-Thurneysser-Verlag 2011 ISBN 978-3-939176-83-1
- als Hrsg.: Ludwig Wächter: „Gottes Hand ist bereit uns aufzufangen“. Predigten aus fünf Jahrzehnten. Leonhard-Thurneysser-Verlag 2011 ISBN 978-3-939176-85-5
- als Hrsg. gemeinsam mit Hans-Otto Bredendiek: Carl Ordnung: Neues Denken: Umkehr zur Zukunft. Ausgewählte Aufsätze, Vorträge und Predigten. Leonhard-Thurneysser-Verlag 2012 ISBN 978-3-939176-83-1
- mit Reinhard Dithmar: Georg Büttner und seine märkischen Kirchen. Selbstverlag 2013.